# Американо-уругвайские отношения
Американо-уругвайские отношения — двусторонние дипломатические отношения между США и Уругваем.

## История
Соединенные Штаты установили дипломатические отношения с Уругваем в 1867 году, когда он стал независимым государством после распада федерации с Аргентиной в 1828 году. Отношения между странами тёплые и дружественные, их объединяют общие ценности, в том числе приверженность демократии, верховенству закона, разумной экономической политике, защите трудовых прав, охране окружающей среды и желание видеть мирное разрешение споров между государствами.
Уругвай является конструктивным партнером США, который играет важную роль в обеспечении региональной стабильности и демократии. Соединенные Штаты ценят вклад Уругвая по обеспечению безопасности на Гаити, а также в других неблагополучных странах по всему миру.

## Торговля
США и Уругвай создали совместную комиссию по торговле и инвестициям, сосредоточив усилия на шести областях: таможенных вопросах, защите прав интеллектуальной собственности, инвестициям, труду, окружающей среды и торговли товарами. Между двумя странами подписано соглашение Open Skies — двусторонний инвестиционный договор, соглашение о торговле и инвестиционной базе, науки и техники, меморандум о взаимопонимании по возобновляемым источникам энергии и энергоэффективности.
Экспорт США в Уругвай: техника, парфюмерия / косметика, игрушки и спортивный инвентарь, нефть и сельскохозяйственная продукция. Импорт США из Уругвая: мясо, молочные продукты, яйца, мёд и шкуры. Около 100 американских компаний работает в Уругвае.